# Calvary Cemetery (East Los Angeles)
Calvary Cemetery je římskokatolický hřbitov spravovaný arcidiecézí Los Angeles. Nachází se v oblasti East Los Angeles. Je také nazýván "New Calvary Cemetery", protože původní hřbitov byl přestěhován na toto místo při stavbě Cathedral High School. Vznikl v roce 1896 a patří k nejstarším hřbitovům v Los Angeles.

## Hroby známých osobností
- Kathryn Adamsová (1893-1959) – herečka
- King Baggot (1879-1948) – herec
- Lionel Barrymore (1878-1954) – herec
- Ethel Barrymoreová (1879-1959) – herečka
- Eugenie Bessererová (1868-1934) – herečka
- Francelia Billingtonová (1895-1934) – herečka
- Richard Boleslawski (1889-1937) – režisér
- Mary Carrová (1874-1973) – herečka
- Helene Costellová (1906-1957) – herečka
- Lou Costello (1906-1959) – herec
- Dolores Costellová (1903-1979) – herečka
- Mae Costellová (1882-1929) – herečka
- Maurice Costello (1877-1950) herec
- Edward L. Doheny (1856-1935) – podnikatel
- Irene Dunneová (1898-1990) – herečka
- Stepin Fetchit (1902-1985) – herec
- Henry Gage (1852-1924) – politik
- Cedric Gibbons (1893-1960) – režisér
- Elaine Hammersteinová (1897-1948) – herečka
- Ted Healy (1896-1937) – herec
- John Hodiak (1914-1955) – herec
- Timothy Manning (1909-1989) – arcibiskup
- Bull Montana (1887-1950) – herec
- Matt Moore (1888-1960) – herec
- Owen Moore (1886-1939) – herec
- Jelly Roll Morton (1885-1941) – hudebník
- J. Carrol Naish (1897-1973) – herec
- Pola Negri (1897-1987) – herečka
- Mabel Normandová (1892-1930) – herečka
- Ramón Novarro (1899-1968) – herec
- Mary Philbinová (1903-1993) – herečka
- Hal Roach (1918-1972) – producent
- Harry F. Sinclair (1876-1956) – podnikatel
- Victor Varconi (1891-1976) – herec
- Jose Yarba (1892-1957) – boxer